# Manotes griffoniana
Manotes griffoniana är en tvåhjärtbladig växtart som beskrevs av Henri Ernest Baillon. Manotes griffoniana ingår i släktet Manotes och familjen Connaraceae. Inga underarter finns listade i Catalogue of Life.